# Aurea (nome)
Aurea  è un nome proprio di persona italiano femminile.

## Varianti
- Femminili: Oria[3]
- Maschile: Aureo[1][2]

### Varianti in altre lingue
- Basco: Auria[4]
  - Maschili: Aur[4]
- Catalano: Àurea[4], Àuria[4]
  - Maschili: Aure[4], Auri[4]
- Galiziano: Auria[4]
- Latino: Aurea[1][3]
  - Maschili: Aureus[1]
- Portoghese: Áurea[3]
- Spagnolo: Áurea[3][4], Auria[4]
  - Maschili: Áureo[4]

## Origine e diffusione
Ricalca i nomi personali latini di età imperiale Aurea e Aureus, tratti direttamente dall'aggettivo aureus ("dorato", da aurum, "oro"); il significato può quindi essere interpretato come "dorata", "bella/splendente come l'oro". Da Aurea discendono i nomi Oria e Oriol, mentre non vi è alcuna connessione con Aura e Aurora.
Il suo uso in Italia è sostenuto dal culto delle varie sante così chiamate, in particolare la martire ostiense, ma è raro: negli anni 1970 se ne contavano oltre mille occorrenze, sparse su tutto il territorio nazionale.

## Onomastico
L'onomastico si può festeggiare in memoria di più santi, alle date seguenti:
- 11 marzo, santa Aurea, suora benedettina e eremitessa a San Millán, operatrice di miracoli e studente spirituale di san Domenico di Silos[5]
- 20 maggio, santa Aurea, vergine e martire presso Ostia[5][6][7]
- 16 giugno, sant'Aureo, vescovo di Magonza, martirizzato dagli Unni con la sorella Giustina e altri compagni[4][8][9].
- 19 luglio, santa Aurea di Cordova, fanciulla moresca convertita al cristianesimo, suora a Cuteclara e martire[5][6][7]
- 4 ottobre, santa Aurea, siriana emigrata in Francia, badessa di Saint Martial ai Parigi[5][6]
- 5 ottobre, santa Aurea, eremitessa e poi badessa di Saint-Martial presso Amiens nel XVII secolo[5][6]
- 6 ottobre, santa Aurea, religiosa a Boves e poi badessa presso Rouen[5]
- 20 novembre, beata Aurea Navarro, religiosa delle suore della dottrina cristiana, martire durante la guerra civile spagnola, uccisa presso Valencia con altre consorelle[5]

## Persone

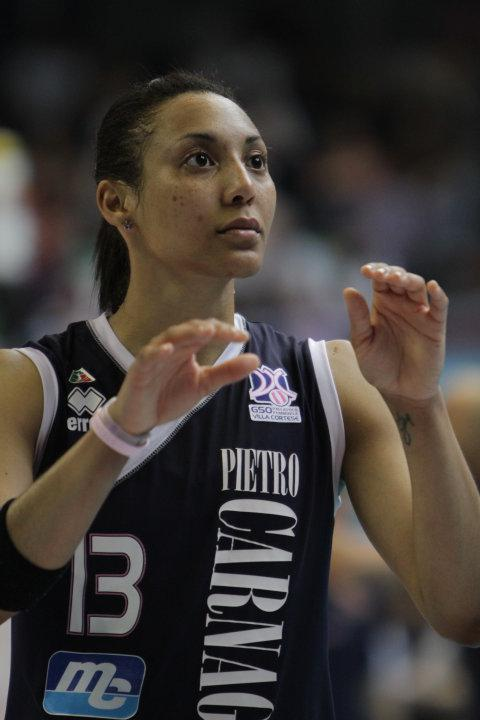
Áurea Cruz

### Variante Áurea
- Áurea Cruz, pallavolista portoricana
- Áurea Isabel Ramos de Sousa, cantante portoghese